# Avigdor Shahan
Avigdor Shahan (nume la naștere: Avigdor Șadhan; n. 16 octombrie 1933, Hotin, România – d. 21 august 2023) a fost un istoric, scriitor și pedagog israelian, evreu originar din Basarabia. S-a făcut cunoscut prin cercetări de istorie militară și ale Holocaustului, precum și prin scrieri cu caracter literar și de popularizare a unor subiecte istorice.

## Biografie

### Copilăria și tinerețea
Shahan s-a născut în 1933 la Hotin, Basarabia, atunci parte a Regatului României, într-o familie de evrei, Părinții săi erau Iacob Șadhan și Tania născută Furman. După trei ani i s-a născut o soră, Myriam (ulterior Myriam Shadhan Tzahar). Un timp familia sa a locuit în cartierul evreiesc din comuna Komarov din zona Chelmenți, unde locuia familia mamei și unde Avigdor a învățat la o școală evreiască. În 1940 localitatea a fost ocupată de Uniunea Sovietică în 1940, fiind inclusă în regiunea Cernăuți. Apoi în iulie 1941 a fost recucerită de către România. Shahan, părinții, sora sa mai mică și familia mamei au fost deportați atunci împreună cu alte zeci de mii de evrei din Basarabia  în lagărele și ghetourile create de  regimul Antonescu, aliat al lui Hitler, în Transnistria în scopul "curățirii" Basarabiei de evrei. Shahan și ai săi au fost mai întâi trimiși în ghetoul Secureni. În septembrie 1941 familia a fost deportată pe calea unui„ marș al morții” în Transnistria. Din cei circa 5000 de evrei luați atunci din ghetoul Secureni, doar 3000 au supraviețuit drumului spre Transnistria. În marșul morții și în ghetoul Kopaigorod a pierit și o mare parte a familiei lui Shahan.
Ulterior Shahan a scris o carte despre Holocaustul evreilor în Transnistria, îndeplinind promisiunea făcută mamei sale,de a povesti despre cele îndurate de familia lor și de alți evrei în anii 1941-1944. Supraviețuind, familia a revenit în  România, unde Avigdor a fost activ in mișcarea Tineretul Sionist (Hanoar Hatzioni). Apoi la sfârșitul lui decembrie 1947 au plecat cu vaporul de emigranți „ilegali” „Kibutz Galuyot” (Pan York) în Palestina. Vaporul a fost oprit pe mare de către armata britanică iar pasagerii trimiși în tabere de arest în Cipru.  
În martie 1948 în plină perioadă a conflictului dintre arabi și evrei Shahan și familia au putut debarca în Palestina, unde pe o parte din teritoriu s-a proclamat în mai statul independent Israel. Shahan a locuit și a învățat împreună cu sora lui în Satul de copii și tineret Hadassim, apoi s-a înrolat în armata israeliană și a participat la Campania din Sinai din anul 1956. Dupa aceea a studiat la Universitatea Ebraică din Ierusalim, unde a terminat licența în științe umane și pedagogie, apoi în 1970 - titlul de master în studiul iudaismului contemporan și ulterior doctoratul în filozofie. Atras de domeniul învățământului, încă în tinerețe, Shahan a înființat o școală în tabăra de imigranți evrei - (maabará) din Or Yehuda

### Activitatea academică și literară
În anul 1974 Shahan a fost numit director al seminarului pedagogic evreiesc din Ciudad de Mexico. El a înființat în capitala mexicană un Institut de studii iudaice și, de asemenea, a predat Kabala la Universitatea Națională locală. În cei patru ani de ședere în Mexic, în perioadele de concediu a străbătut țări și mări și jungle în căutarea celor „Zece triburi pierdute” ale Israelului antic și a legendarului fluviu Sambation.
În anul 2003 și-a publicat impresiile din aceste călătorii în cartea „Meever laSambation” (Dincolo de Sambation), a cărei teză principală controversată este că o parte din israeliții exilați de asirieni în secolul al VIII -lea î.Hr. s-ar fi stabilit în nord-vestul Afghanistanului de astăzi, unde s-ar fi asimilat între străbunii triburilor paștu. Ca argumente Shahan s-a folosit de inscripții și denumiri geografice locale care se aseamănă cu toponime biblice. 
Cartea conține și descrieri imaginare ale peregrinărilor triburilor israelite „pierdute”. Shahan fusese fascinat de acest subiect din copilărie, când, la Komarov, învățase despre triburile pierdute și despre noua lor țară liberă de dincolo de fluviul Sambation.
Cartea Lui Shanan, „Kanfey Hanitzhon” (Aripile victoriei) din anul 1966 era consacrată întemeierii aviației militare israeliene, iar Mivtza Kadur Haraam(Operația Glonțul trăsnetului)  din 1993 este una din cărțile cele mai ample și mai documentate despre acțiunea militară de salvare cunoscută ca Operațiunea Entebbe și despre pregătirea acesteia. În opinia lui Shahan eroul principal al acesteia a fost Dan Shomron, nu numai din cauza poziției de comandant al operației, ci din pricina personalității, capacității de conducător și a siguranței pe care a insuflat-o celor care au luat parte la ea.
În 1988 Shahan a publicat cartea Bakfor halohét:Ghetaot Transnistria (În gerul cel aprig:Ghetourile din Transnistria), cercetare cuprinzătoare a Holocaustului din Transnistria, care a dus prima dată la recunoașterea amplorii genocidului perpetrat în acea regiune. Numărul evreilor români și ucraineni omorâți în Transnistria  era, după aprecierea lui Shahan, de circa 400,000, și nu de 35,000-70,000 cum se apreciase înainte pe baza unor cifre susținute de surse oficioase comuniste din România. 
Shahan a mai publicat o serie de romane pentru copii, intitulată Alilot gvurá umistorin (Peripeții de vitejie și mister), în care a povestit aventurile unui grup de copii evrei din România, supraviețuitori ai Holocaustului, care au pornit la drum spre Palestina.În cadrul acestei serii au apărut patru volume: Havurat refaim (O grupă de stafii), Sfiná lelo tóren (Corabie fără catarg), Hatzílu et hamefaked! (Salvați-l pe comandant!) și Hamesimá butzá. 
Într-o altă carte din 2011 Shahan a descris drumul fiilor lui Israel prin deșert în vremea Exodului, dar urmând nu traiectoria acceptată în mod tradițional, prin peninsula Sinai, ci alta, prin Africa. 
Avigdor Shahan a îndeplinit vreme de douăzeci de ani funcția de inspector al colegiilor în cadrul Ministerului învățământului și cea de secretar al comisiilor pentru acordarea Premiului premiului ministru Levi Eshkol pentru scriitori și compozitori.De asemenea s-a numărat printre întemeietorii și directorii secției  de învățământ și cultură  al primăriei orașului Dimona și a fost un timp directorul Școlii profesionale integrale Ort din orașul Lod. De asemenea, a fost conferențiar de istorie militară la Universitatea din Ariel. 
Shahan a fost căsătorit, având trei copii și șapte nepoți și a locuit la Beit Yehoshua, lângă Netanya

## Premii și distincții
- 1966 - Premiul Jabotinski pentru cartea sa „Aripile victoriei”